# Индийские меры веса
Индийские меры веса — меры веса, появившиеся во второй половине XVI века в Индии. Установлены при падишахе Могольской империи Акбаре Великом.

## Перечень
- Дам: 1 дам = 323,5 грана = 20,9628 грамм.
- Танк: 1 танк = 1 дам = 1 тола + 8 маша + 7 сорх = 20,9628 грамм.
- Тола (толча): 1 тола = 12 маша = 32 вал = 96 сорх = 180 гран = 0,375 тройской унции = 12,0504 грамм (или 11,6638 грамм).
- Маша: 1 маша = 8 ратти = 1⁄11,5 серебряных рупий Акбара (11,5484 грамм) = 1⁄12 тола = 1,0042 грамм (или 0,97 грамм).
- Вал (валь): 1 вал = 3 ратти = 1⁄32 толы = 1⁄80 тройской унции = 0,3766 грамм.
- Сорх (ратти): 1 сорх = 1⁄8 маша = 1⁄96 толы = 0,125525 грамм. Эта единица массы первоначально определялась как масса семени растения чёточник молитвенный (Abrus precatorius) и получила своё название от местного названия этого растения.